# Quercus acutissima
Quercus acutissima Carruth. – gatunek roślin z rodziny bukowatych (Fagaceae Dumort.). Występuje naturalnie w północno-wschodniej części Indii, Bhutanie, Nepalu, Mjanmie, północnej Tajlandii, Kambodży, Wietnamie, Chinach (w prowincjach Anhui, Fujian, Guangdong, Kuejczou, Hajnan, Hebei, Henan, Hubei, Hunan, Jiangsu, Jiangxi, Liaoning, Shaanxi, Szantung, Shanxi, Syczuan, Junnan i Zhejiang, a także w regionach autonomicznych Kuangsi i południowo-wschodnim Tybecie), na Półwyspie Koreańskim oraz w Japonii. 

## Morfologia

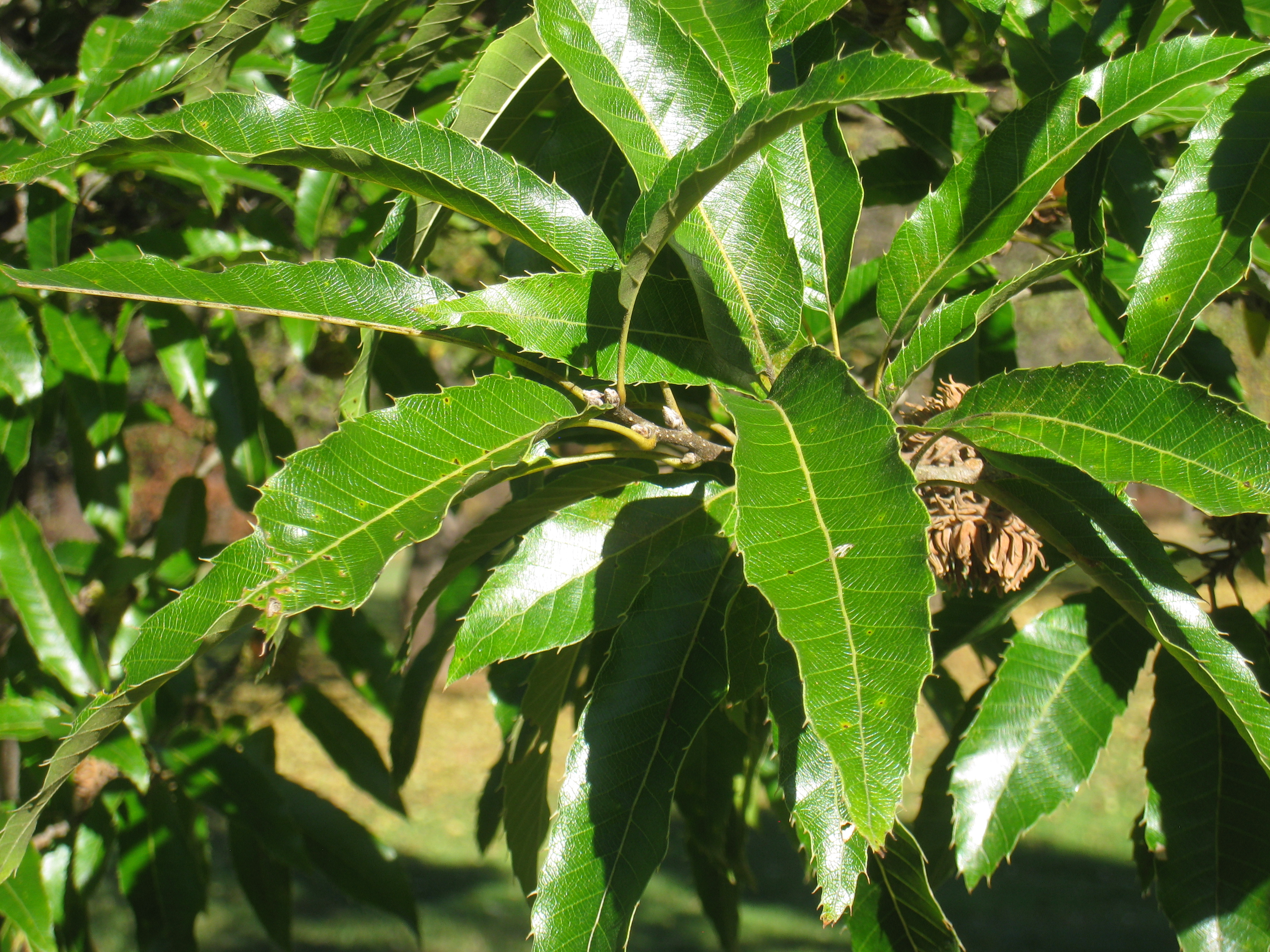
Liście

PokrójZrzucające liście drzewo dorastające do 30 m wysokości. Młode pędy są owłosione.
LiścieBlaszka liściowa ma eliptycznie lancetowaty kształt. Mierzy 8–19 cm długości oraz 2–6 cm szerokości, jest ząbkowana na brzegu, ma nasadę od zaokrąglonej do klinowej i długo spiczasty wierzchołek. Ogonek liściowy jest omszony i ma 1–3 mm długości.
OwoceOrzechy zwane żołędziami o kształcie od jajowatego do elipsoidalnego, dorastają do 15–20 mm długości i 17–22 mm średnicy. Osadzone są pojedynczo w miseczkach w kształcie kubka lub talerza, które mierzą 19–42 mm średnicy. Orzechy otulone są w miseczkach do 25–50% ich długości.

## Biologia i ekologia
Rośnie w lasach zrzucających liście. Występuje na wysokości do 2200 m n.p.m. Kwitnie od marca do kwietnia, natomiast owoce dojrzewają od września do października. 

## Zmienność
W obrębie tego gatunku oprócz podgatunku nominatywnego wyróżniono jeden podgatunek:
- Q. acutissima subsp. kingii Menitsky